# Chloroclystis albiplaga
Chloroclystis albiplaga är en fjärilsart som beskrevs av Louis Beethoven Prout 1958. Chloroclystis albiplaga ingår i släktet Chloroclystis och familjen mätare. Inga underarter finns listade i Catalogue of Life.